# いすゞ自動車東北
いすゞ自動車東北株式会社（いすずじどうしゃとうほく、略称：いすゞ東北）は、いすゞ自動車を取り扱う販売会社である。本社を宮城県仙台市宮城野区に置く。

## 概要
全国の販売会社の広域統合を進めているいすゞ自動車が、青森県（青森運輸支局管内）、宮城県（宮城運輸支局管内）、岩手県（岩手運輸支局管内）、福島県（福島運輸支局管内）の4つの販売会社を統合し、2012年（平成24年）4月1日付けで発足した。なお、秋田、山形両県の販売会社は地元資本のため、この再編には合流しなかった。

## 沿革
- 1948年（昭和23年）3月 - 仙台市東七番町に河北自動車販売設立。
- 1949年（昭和24年）1月 - 河北いすゞ自動車に社名変更。
- 1950年（昭和25年）3月 - 宮城いすゞ自動車に社名変更。
- 1959年（昭和34年）9月 - 仙台市小田原清水沼（現・宮城野区小田原2丁目）にて仙台いすゞモーターを設立。
- 1962年（昭和37年）7月 - 本社を仙台市原町苦竹七曲（現・宮城野区日の出町1丁目）に移転。
- 1997年（平成9年）12月 - 仙台いすゞモーターと宮城いすゞ自動車を合併。同時に社名を（新）宮城いすゞ自動車に変更。
- 2007年（平成19年）
  - 2月 - いすゞネットワーク（現・いすゞ自動車販売）の完全子会社となる。
  - 4月 - 宮城いすゞ資産管理へ商号変更し、分割により宮城いすゞ自動車を設立。
- 2012年（平成24年）
  - 4月 - 青森いすゞ自動車、岩手いすゞ自動車、宮城いすゞ自動車、福島いすゞ自動車を統合し、いすゞ自動車東北株式会社が発足[4]。
  - 5月 - 本社・仙台支店を仙台市宮城野区中野字曲田210番地に移転。
  - 10月 - いすゞ自動車東北資産管理へ商号変更し、分割によりいすゞ自動車東北株式会社を設立。